# 김동희 (1985년)
김동희(金東熙, 1985년 10월 24일 ~ )는 대한민국의 바둑 기사이다.

## 약력
전남 장흥 출신으로 허장회 바둑도장에서 수학했다. 2003년 제95회 입단대회를 통해 입단했으며 2004년 제4기 오스람코리아배 본선에 진출했다. 2005년 제15기 비씨카드배 신인왕전 준우승을 차지하고 12월에 2단으로 승단하였다. 2006년 제16기 비씨카드배 본선과 제10기 SK가스배 본선, 제11회 LG배 세계기왕전 본선에 각각 진출했다. 2011년 3단에 이어 2017년 4단으로 승단했다. 2018년 입단한 김동희 초단과 동명이인이다.